# Нордвик (залив)
Заливът Нордвик (на руски: бухта Нордвик) е залив на море Лаптеви, в крайната северозападна част на Република Якутия, в Русия.
Разположен е в югозападната част на море Лаптеви, между полуостровите Нордвик на изток и Хара-Тумус на запад. На север се затваря от остров Голям Бегичев, на северозапад се свързва с Хатангския залив, а на североизток – с Анабарския залив. Вдава се в сушата на 37 km, ширина във входа 39 km, дълбочина до 6 m. Голяма част от годината е покрит с ледове.
Заливът Нордвик е първично открит и бегло описан през 1739 г. от руския полярен изследовател лейтенант Харитон Лаптев. През 1902 г. руският геолог и географ Инокентий Толмачов вторично открива залива и извършва първото топографско заснемане и географско описание на бреговете му.

## Топографски карти
- S-49,50; М 1:1 000 000[2]